# Dokumentations- und Informationssystem für Parlamentsmaterialien
Das Dokumentations- und Informationssystem für Parlamentsmaterialien (DIP), bis Mai 2021 Dokumentations- und Informationssystem für Parlamentarische Vorgänge (DIP), ist das gemeinsame Informationssystem von Deutschem Bundestag und Bundesrat. Vielfältige und umfangreiche Rechercheangebote ermöglichen einen Überblick über die gesamten parlamentarischen Beratungen beider Verfassungsorgane.

## Geschichte
Der deutsche Bundestag und Bundesrat beschlossen schon 1972 ein gemeinsames Dokumentations- und Informationssystem für Parlamentarische Vorgänge (DIP) aufzubauen. Um es den Anforderungen aller Parlamente anzugleichen, wurde hierfür auch Kontakt zu den zu diesem Zeitpunkt noch 11 Bundesländern aufgenommen. Das DIP-Modell sollte insbesondere bestimmen, wie die Gesetzesmaterialien gestaltet sein sollen, was dokumentiert und welche Ergebnisse damit erzielt werden sollen. Parallel wurde hierfür als Hilfsmittel der Parlamentsthesaurus Parthes aufgebaut, der eine strukturierte Sammlung von Schlagwörtern darstellt und heute etwa 18.000 Begriffe enthält.
Das DIP-Modell wurde schließlich 1978 für die gesamte Bundesrepublik Deutschland eingeführt und nach dem Beitritt der neuen Bundesländer auch dort übernommen. Zur öffentlichen Nutzung ist zurzeit nur die Datenbank von Bundestag und Bundesrat bereitgestellt.

## Aufgabe
Ein Grund für die Einführung waren die immer komplexeren Arbeitsabläufe und der damit verbundene Wunsch, die Übersicht innerhalb des Parlamentes zu verbessern. Zugleich ist es eine der Hauptaufgaben einer parlamentarischen Demokratie, als Vertreter des Volkswillen, für jeden Bürger transparent zu sein. Dies möchte das DIP durch Nachweis der Arbeitsgrundlage und Ergebnisse der parlamentarischen Beratungen, was auch Gesetzesentwürfe, Anfragen und Berichte innerhalb des Abgeordnetenhauses einschließt, erfüllen.
Die Dokumentation liefert Material zu
- den Aktivitäten eines Abgeordneten, z. B. den Beiträgen eines Parlamentsmitgliedes,
- den formellen Vorgängen, die bestimmte Sachgebiete betreffen, z. B. zum Strafrecht, und
- den formalen Vorgängen, z. B. den Anfragen einer Fraktion.